# Cenadu Vechi
Cenadu Vechi, numit și Cenadu German, a fost un sat în județul Timiș-Torontal, în apropiere de Cenad. Istoria celor două așezări coincide. Așezarea mare a Cenadului a fost dezmembrată în 1764-1765 pentru a forma o entitate separată destinată coloniștilor germani (șvabi). Astfel i s-a dat numele de Cenadu Vechi. Cele două localități s-au reunit în perioada interbelică.

## Populație
În 1924 așezarea avea o populație estimată la 1.645 de locuitori, în mare majoritate de etnie germană.

## Personalități născute aici
- Carol Telbisz (1854 - 1914), jurist, primar al Timișoarei.